# Pete Rouse
Peter Mikami ”Pete” Rouse, född 15 april 1946, är en amerikansk politisk konsult.

## Biografi
Rouse föddes som son till Irving Rouse, som var av engelsk och tjeckisk härkomst, och Uta (född Mikami) med japanska anor. Han tog en BA-examen vid Colby College 1968, en MA-examen vid London School of Economics 1970 och en MPA-examen vid John F. Kennedy School of Government vid Harvard University 1977.
Totalt arbetade Rouse på Capitol Hill från 1971 i mer än 40 år. Enligt Amy Sullivan i Washington Monthly kom han att kallas "den 101:senatorn" på grund av sina kunskaper och färdigheter.

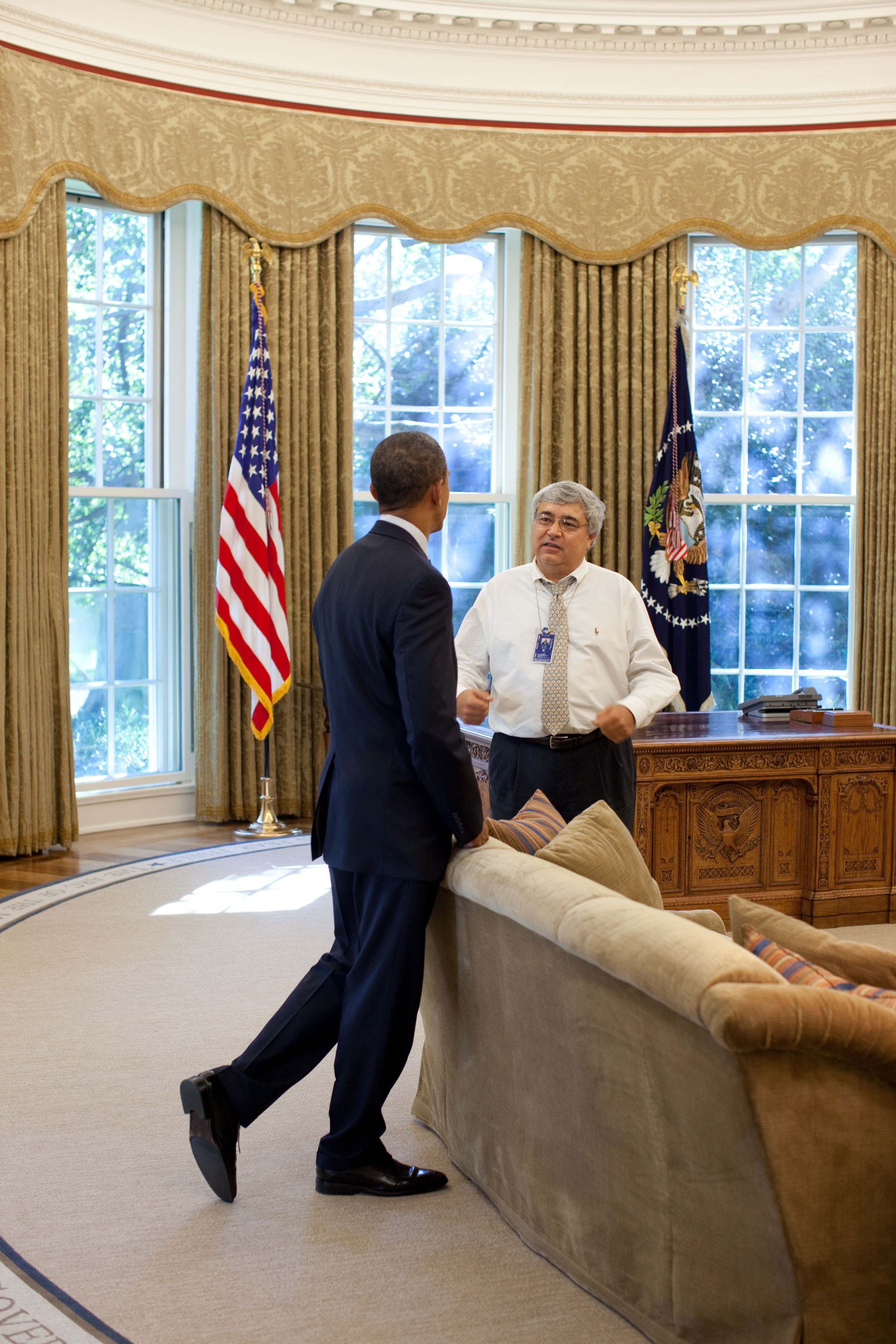
Rouse talar med president Obama i Ovala rummet i oktober 2010, strax efter att han blivit stabschef.

Rouse arbetade från 1985 för senator Tom Daschle, som han träffade som en kollega som juridisk assistent till senator James Abourezk. Han hade varit stabschef till Tom Daschle, tidigare majoritetsledare, och planerar att gå i pension efter att Daschle lämnade sitt uppdrag 2004. Han blev emellertid då kontaktad av dåvarande Illinoissenatorn Barack Obama och valde att arbeta för honom som hans stabschef. Rouse följde sedan Obama till Vita huset som senior rådgivare 2008 och blev interimsstabschef där efter Rahm Emanuels avgång i oktober 2010 fram till utnämningen av William M. Daley följande januari. Han var sedan kvar i Vita huset till slutet av 2013 som rådgivare till presidenten.
Efter att ha lämnat Vita huset började Rouse att arbeta för advokatbyrån Perkins Coie, där han ger kunder råd om hur man navigerar i den federala regeringen.